# Maisoncelles, Sarthe

Maisoncelles este o comună în departamentul Sarthe, Franța. În 2009 avea o populație de 198 de locuitori.